# 1496
1496 (MCDXCVI) a fost un an bisect al calendarului iulian, care a început într-o zi de vineri.

## Evenimente
- Regele Iacob al VI-lea al Scoției a dat o lege a educației potrivit căreia, fiul cel mare al fiecărei familii de nobili trebuia să urmeze școala începând cu vârsta de opt sau nouă ani. Studia latina apoi mergea la Universitate unde urma timp de trei ani Dreptul. Deși legea prevedea o amendă de 20 lire în cazul nerespectării, nu s-a aplicat pe scară prea mare.

## Arte, științe, literatură și filozofie
- Michelangelo Buonarroti realizează opera Cupidon Adormit (astăzi pierdută) și opera Bachus beat.

## Nașteri
- 18 martie: Maria Tudor, a treia soție a regelui Ludovic al XII-lea al Franței (d. 1533)
- 3 mai: Niccolò Machiavelli, diplomat, funcționar public, filosof, om politic și scriitor italian (d. 1527)
- 12 mai: Regele Gustav I al Suediei (d. 1560)

## Decese
- 7 septembrie: Regele Ferdinand al II-lea de Neapole, 27 ani (n. 1469)